# Пенн Тауншип (округ Вестморленд, Пенсільванія)
Пенн Тауншип (англ. Penn Township) — селище (англ. township) в США, в окрузі Вестморленд штату Пенсільванія. Населення — 20 079 осіб (2020).

## Демографія
Згідно з переписом 2010 року, у селищі мешкало 20 005 осіб у 7540 домогосподарствах у складі 5872 родин. Було 7894 помешкання
Расовий склад населення:
| - 98,2 % — білих - 0,5 % — чорних або афроамериканців - 0,5 % — азіатів - 0,1 % — корінних американців |

До двох чи більше рас належало 0,6 %. Частка іспаномовних становила 0,7 % від усіх жителів.
За віковим діапазоном населення розподілялося таким чином: 23,1 % — особи молодші 18 років, 61,5 % — особи у віці 18—64 років, 15,4 % — особи у віці 65 років та старші. Медіана віку мешканця становила 44,9 року. На 100 осіб жіночої статі у селищі припадало 96,8 чоловіків;  на 100 жінок у віці від 18 років та старших — 92,9 чоловіків також старших 18 років.
Середній дохід на одне домашнє господарство  становив 90 095 доларів США (медіана — 76 639), а середній дохід на одну сім'ю — 102 133 долари (медіана — 88 492). Медіана доходів становила 63 838 доларів для чоловіків та 42 983 долари для жінок. За межею бідності перебувало 4,9 % осіб, у тому числі 6,2 % дітей у віці до 18 років та 8,3 % осіб у віці 65 років та старших.
Цивільне працевлаштоване населення становило 10 201 особа. Основні галузі зайнятості: освіта, охорона здоров'я та соціальна допомога — 24,1 %, роздрібна торгівля — 14,2 %, виробництво — 12,2 %, науковці, спеціалісти, менеджери — 10,8 %.